# Cmentarz żydowski w Małogoszczu
Cmentarz żydowski w Małogoszczu – znajduje się z dala od centrum miejscowości, w terenie niezabudowanym, po prawej stronie drogi prowadzącej do Jędrzejowa, na wysokości kamieniołomu Głuchowiec. Na terenie kirkutu zachowało się około 70 nagrobków wykonanych z chęcińskiego wapienia. Większość macew pochodzi z przełomu XIX i XX wieku. Na niektórych zachowały się ślady polichromii. Całość otoczona jest resztkami kamiennego muru.

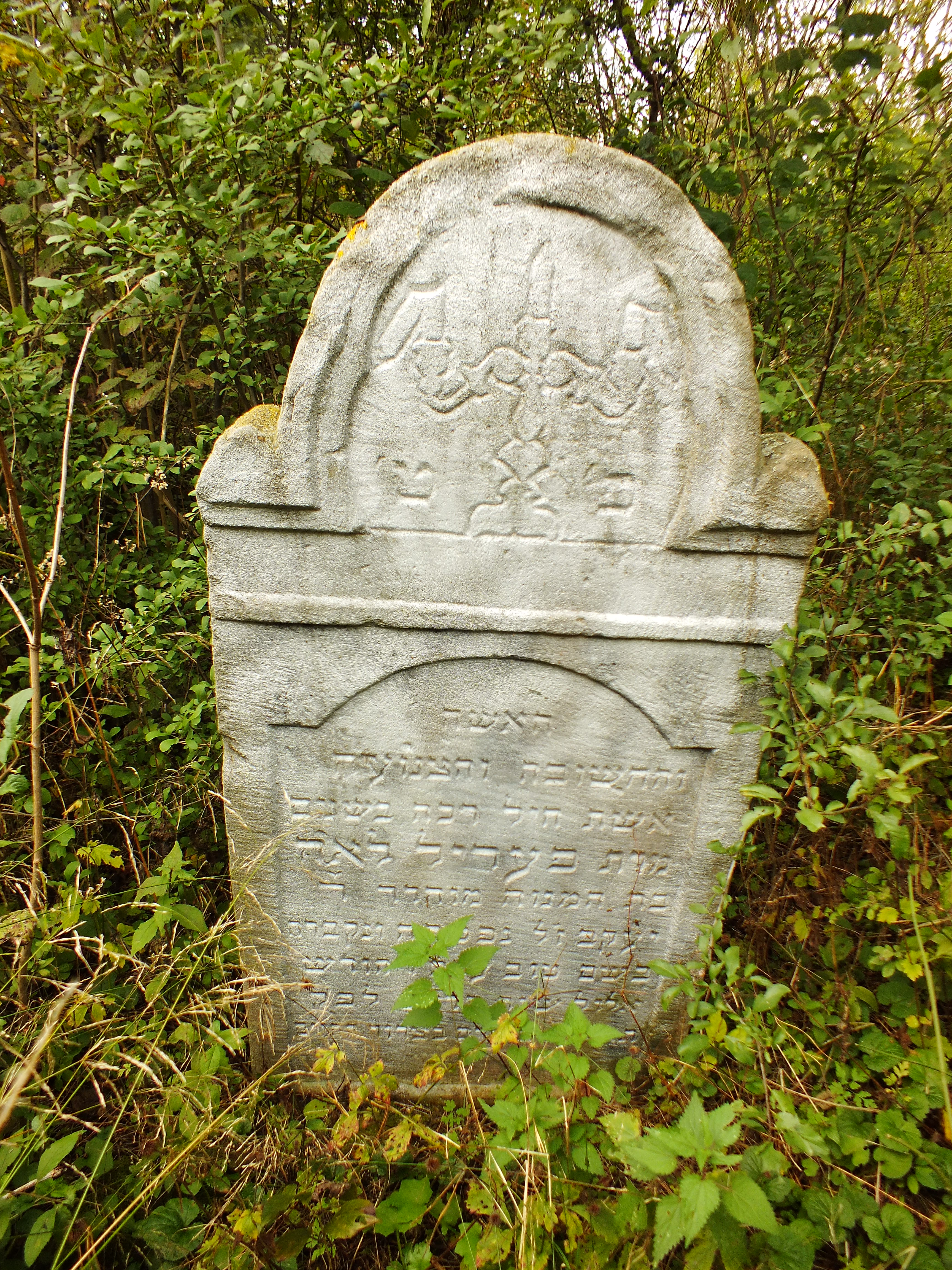
Macewa

Cmentarz powstał przypuszczalnie w latach 80. XIX wieku. W 1925 r. dokupiono plac w celu powiększenia nekropolii. Kirkut zdewastowano po drugiej wojnie światowej. Cmentarz ma powierzchnię 0,19 ha.
Od 2020 roku cmentarz jest systematycznie porządkowany przez stowarzyszenie Lokalni Patrioci z Kozłowa.